# توماس إسترادا بالما
توماس إسترادا بالما (بالإسبانية: Tomás Estrada Palma)‏ (و. 1832 – 1908 م) هو سياسي من كوبا.

## روابط خارجية
- توماس إسترادا بالما على موقع الموسوعة البريطانية (الإنجليزية)